# David Konstant
David Every Konstant (ur. 16 czerwca 1930 w Londynie, zm. 9 października 2016 w Leeds) – brytyjski duchowny rzymskokatolicki, w latach 1985-2004 biskup diecezjalny Leeds. 

## Życiorys
Święcenia kapłańskie przyjął 12 czerwca 1954 w archidiecezji westminsterskiej. 28 marca 1977 papież Paweł VI mianował go biskupem pomocniczym archidiecezji ze stolicą tytularną Betagbarar. Sakry udzielił mu 25 kwietnia 1977 kardynał Basil Hume OSB, ówczesny arcybiskup metropolita Westminsteru. 12 lipca 1985 papież Jan Paweł II przeniósł go na urząd biskupa diecezjalnego Leeds, jego ingres do tamtejszej katedry odbył się 25 września 1985. 7 kwietnia 2004, na nieco ponad rok przed osiągnięciem biskupiego wieku emerytalnego (wynoszącego 75 lat), zrezygnował ze stanowiska i stał się biskupem seniorem diecezji, którym pozostał do śmierci. 